# Papikatsuk
Papikatsuk [papiˈkat͡suk] (nach alter Rechtschreibung Papikatsuk) ist eine wüst gefallene grönländische Siedlung im Distrikt Nanortalik in der Kommune Kujalleq.

## Lage
Papikatsuk liegt wie Itilliatsiaq auf einer kleinen flachen Halbinsel zwischen dem Tasermiut Kangerluat und der Bucht Ilunngua. Elf Kilometer nordwestlich liegt mit Nanortalik der nächste bewohnte Ort.

## Geschichte
Papikatsuk war ein kurzweiliger Wohnplatz, der 1941 besiedelt wurde. Anschließend lebten rund 25, in Bestzeiten 40 Personen im Ort, bevor er 1952 wieder aufgegeben wurde. In Papikatsuk wurden Schafe gehalten.